# Eremomastax speciosa
Espèce
Synonymes
- Eremomastax crossandriflora Lindau[1]
- Eremomastax polysperma (Benth.) Dandy[1]
- Paulo-Wilhelmia polysperma Benth.[1]
- Paulo-Wilhelmia speciosa Hochst.[1]
- Paulo-wilhelmia glabra Lindau[1]
- Paulo-wilhelmia pubescens Lindau[1]
- Paulo-wilhelmia sclerochiton (S. Moore) Lindau[1]
- Paulo-wilhelmia togoensis Lindau[1]
- Ruellia sclerochiton S. Moore[1]

Eremomastax speciosa (Hochst.) Cufod. est une espèce de plantes à fleurs appartenant à la famille des Acanthaceae et au genre Eremomastax. Originaire d'Afrique, cette plante peut atteindre jusqu'à 3 m de hauteur.

## Distribution et habitat
La plante se trouve dans les zones forestières humides et les zones montagneuses intertropicales d'Afrique qui vont de la Guinée et du Ghana au Cameroun.

## Propriétés
Les feuilles sont utilisées pour le lavage. Au Ghana, la sève est pressée dans les oreilles après le bain pour réduire l'impact de l'entrée d'eau dans les oreilles. En Sierra Leone, les feuilles fraîches servent de cataplasme pour traiter les douleurs des pieds. Les racines sont préparées dans le sud du Nigeria pour les soins des femmes enceintes. La plante sans feuilles est réduite en cendres en Guinée pour produire un sel.